# Laurent de Graff
Pour les articles homonymes, voir Graff.
Laurent de Graff (Laurens Cornelis Boudewijn de Graaf), né en 1653 à Dordrecht, dans les Provinces-Unies, et mort le 24 mai 1704 à Cap-Français, Saint-Domingue, est un flibustier et corsaire hollandais (il prit la nationalité française en 1685) qui a œuvré dans la mer des Antilles à la fin du XVIIe siècle, avant de participer âgé et moins à l'aise sur terre que sur mer à la défense de Cap-Français (actuellement Cap-Haïtien) dont il avait la charge. Malgré ses efforts, il ne put empêcher les Espagnols soutenus par les Anglais de prendre la place.
On lui a donné de nombreux surnoms : « Laurencillo » ou « Lorencillo», et « El Griffe » en espagnol, « sieur de Baldran » en français, « Gesel van de West » (« Fléau de l'Ouest ») en hollandais et néerlandais.

## Biographie
Né à Dordrecht en Hollande, il fut probablement corsaire en mer du Nord avant de passer aux Antilles au service des Espagnols comme canonnier. Il se brouilla avec les Espagnols à propos d’une cargaison d’esclaves que ces derniers lui auraient confisquée. Ayant été capturé par les flibustiers, il a décidé de passer de leur côté selon le témoignage écrit du  chirurgien Alexandre-Olivier Exquemelin.
Fameux par son élégance et ses  pourpoints de dentelle, Laurent de Graff emmenait un orchestre sur ses bâtiments et savait convaincre ses adversaires de l'inanité d'une résistance qui entraînerait la perte de leur vie. Sa renommée était immense. Le flibustier Raveneau de Lussan le reconnaît dans son Journal.
En mai 1683, avec le flibustier français Michel de Grandmont et les hollandais Van Doorn et Yankey Willems (en) il s'empare de Veracruz, au Mexique. Ils pillent la ville et font 4 000 prisonniers en vue de les échanger contre rançon.
En 1685, avec de Grandmont renouvellent leurs raids contre la ville mexicaine de Campeche. À leur retour de l’expédition de Campeche, le gouverneur de Saint-Domingue, M. de Cussy prit sous sa protection Laurent de Graff et le chevalier de Grammont (Michel de Grandmont, qui sera nommé par brevet du 30 septembre 1686 « lieutenant du roi » pour la partie sud de Saint-Domingue).
En août 1685, Laurent de Graff recevra une lettre de grâce pour son duel avec le flibustier Van Doorn (qui avait pris part à l'attaque de Veracruz et qui était mort de ses blessures infligées par de Graff lors d'une querelle) et une lettre de naturalisation. Cette dernière mentionne qu’il était de religion catholique et marié à Pétronille de Gusman, née à Tenerife.
En 1693, il rencontre la veuve du flibustier Pierre Lelong, Anne Dieu-le-veut qui, se sentant insultée, le provoqua en duel en se présentant chez lui, pistolet à la main pour lui en demander raison. « De Graaf, jugeant une telle femme digne de lui l'épousa », le 28 juillet 1693. Anne Dieu-le-Veut et Laurent de Graaf s'établissent à La Tortue (Saint-Domingue). Ils auront une fille née vers 1694.